# (3734) Waland
(3734) Waland es un asteroide perteneciente al cinturón de asteroides, descubierto el 17 de octubre de 1960 por Cornelis Johannes van Houten en conjunto a su esposa también astrónoma Ingrid van Houten-Groeneveld y el astrónomo Tom Gehrels desde el Observatorio del Monte Palomar, Estados Unidos.

## Designación y nombre
Designado provisionalmente como 9527 P-L. Fue nombrado Waland en honor al óptico escocés Robert L. Waland.